# ベラドンナ (ポルノ女優)
ベラドンナ（Belladonna、1981年5月21日 - ）は、アメリカ合衆国のポルノ女優およびポルノ映画監督。

## 来歴

### 生い立ち
スコットランド人およびチェロキー、ドイツ人の血を引いたうえで、ミシシッピ州のビロクシという町に生誕。
12歳でファーストキスを経験し、13歳で最初のタトゥーを入れ、14歳の時には一度自殺を図りもした。15歳で高校を中退し、家を出たのち短期間ばかりユタ州の地に暮らした。その頃にはモルモン教の教えを受けもした。ポルノ映画界に入る前にはセブン-イレブン、ヴィクトリアズ・シークレット、シアーズ、およびサブウェイで働くなどしていた。

### キャリア
そのポルノ界入りのきっかけとなったのは、ユタ州に暮らしていた当時、友人によってある業界人に自身を紹介されたことであった 。ユタのクラブでダンサーをしていたものの、紹介の日の翌日にはロサンゼルスに飛んだ。 『ベラドンナ』という芸名の由来の一つは、ユタ時代の『ベラ』という名の友人の名にある。のちに提案によってイタリア語で『美しい女性』を意味する『ベラ・ドンナ』へと改名。ポルノ界入りの主な動機は金銭上の理由であった。
ヌードモデルになるためにロサンゼルスに転居し、その後ポルノ映画界に入った。2000年に18歳でデビュー、初の出演作は『リアル・セックス・マガジン31』という一作で、男優のクリス・キャノンと絡んだものであった。この作品にアナルセックスの場面があったため、それまでの生涯で経験したことのなかった浣腸を行うことにもなり、更には共演者の面前での排尿を要求されもした。初期の出演作には月経期間中に刑務所内で12人の男性に輪姦されるという場面もあった。
デビューしてからというもの250本を超えるポルノ映画に出演。2002年に出演した『ファッショニスタス』というBDSM映画が複数の賞を獲得。この作品の監督であったジョン・スタグリアーノから『これまで見た中で最も驚くべき性的能力を持った女性』との形容を受けることにもなった 。やがてナッチョ・ヴィダルやジュールス・ジョーダンやロッコ・シフレディの作品群への出演を重ね、2003年になるとシンプレックスというポルノ製作会社と契約。同社で監督業を行うことにもなった。
2010年現在にあっては、ベラドンナ・エンターテインメントという会社を夫とともに運営し、そのレーベルのもとで自身の映画を製作。配給はジョン・スタグリアーノのエビル・エンジェルというスタジオの独占となっている。その作品群はゴンゾポルノに分類されている。
シーモア・バッツというポルノ映画監督の実生活に焦点を合わせた『ファミリー・ビジネス』というリアリティ番組に数回出演。2004年にはティモシー・グリーンフィールド・サンダースという写真家の撮影による『XXX：30ポルノスター・ポートレイツ』という写真集に登場 。このサンダースのある監修本の製作過程を追う『シンキングXXX』というHBOのドキュメンタリー番組への出演も行った。

### プライムタイム
ABCはポルノ業界におけるベラドンナの仕事ぶりを2年間追った。これは同局の『プライムタイム』という番組が2003年1月にポルノグラフィを扱った回におけるインタビューにて完結。 インタビュー中にベラドンナは泣き崩れた 。
その放送後にあってベラドンナは、この番組について、自身がまるで犠牲者であるかのように描写されていたうえ、この仕事を不本意に行っているという方向性への印象操作を企図した恣意的なインタビューの編集が施されていたと語った。
このインタビューはのちに多くの反ポルノ団体によって『ポルノによる女性の搾取』という主張の裏付けに利用されることになったが、ベラドンナは構わずポルノ界での活動を継続。更にのちのインタビューにあっては、『反ポルノ』の主張を行うつもりは全くとして無かったことや、プライムタイムによる恣意的な歪曲についての見解を示している 。他方のインタビューではその件について次のように語った。
| 「 | プライムタイムの件には不満があるけど、とりあえずいつかありのままが伝わればいいなって思ってる。要はどんだけポルノ業界のためを思って語ってたかってことね。この仕事を大好きでやってるってのは、私のことをご存知であればご承知済みなことっしょ。 | 」 |

ABCからは再び接触を受けることにもなったが、『恥ずかしい思いは二度とごめん』と拒否するに至った。

### 半引退
性器ヘルペスを主とした性感染症の懸念を理由に、2007年の8月をもって半引退を決意。遡ること2002年に実際に性器ヘルペスを罹患しており、それについての心配があったのだという。
2007年のあるインタビューにあっては、自身のポルノ映画での活動における特に黎明の頃に評判となった、過激かつ禁忌と見做され得る行為を披露したことについて、若干ながら後悔しているとの旨の発言を行っている。
引退を表明しはしたものの、その後にあっても数多のハードコア作品を世に送り出している。2008年にはデジタル・プレイグラウンド社の2005年のベストセラーDVD『レジェンド・オブ・パイレーツ 海賊島の秘宝』の続編にあたる『パイレーツ・オブ・アイランド』に出演。この『パイレーツ・オブ・アイランド』でジェシー・ジェーンやストーヤとともにAVNの一賞を獲得。2008年から2009年に掛けては『ジェイムズ・ガンのPGポルノ』というケーブルポルノパロディ番組の3エピソードに出演している。

## 私生活
仕事をともにしたナッチョ・ヴィダルというポルノ男優と婚約していた時期がある。2004年の4月にエイデン・ケリーという人物と結婚。ネバダ州のラスベガスにて式を挙行した。その翌2005年の1月に女児を授かり『マイラ』と名付けた。
ピラティス、ヨーガ、ガーデニング、映画、歌、テレビゲーム、アクアリウム、料理、旅行、アウトドアと、その趣味の分野は多岐にわたっている。

## 受賞

### AVN
- 2003年 Best Supporting Actress (Film) - 『The Fashionistas』[24]
- 2003年 Best Tease Performance - 『The Fashionistas』[24]
- 2003年 Best All-Girl Sex Scene (Film) - 『The Fashionistas』（テイラー・セント・クレアと）[24]
- 2003年 Best Oral Sex Scene (Film) - 『The Fashionistas』（ロッコ・シフレディと）[24]
- 2004年 Best Couples Sex Scene (Video) - 『Back 2 Evil』（ナッチョ・ヴィダル (Nacho Vidal) と）[25]
- 2007年 Best Group Sex Scene (Video) - 『Fashionistas Safado: The Challenge』（マリー・ラヴ、ロッコ・シフレディなど17名と）[26]
- 2008年 Best Director (Non-Feature) - 『Belladonna: Manhandled 2』[27]
- 2009年 Best All-Girl 3-Way Sex Scene - 『Belladonna's Girl Train』（エイデン・スター (Aiden Starr)、キンバリー・ケイン (Kimberly Kane) と）[28]
- 2009年 Best Supporting Actress - 『Pirates II』[28]
- 2009年 Best Girl-Girl Sex Scene - 『Pirates II』（ジェシー・ジェーン (Jesse Jane) と）[28]
- 2011年 AVN殿堂顕彰

### XRCO
- 2002年 Performer of the Year (Female)[29]
- 2002年 Single Performance (Actress) - 『The Fashionistas』[29]
- 2002年 Orgasmic Analist[29]
- 2002年 Girl-Girl Sex Scene - 『The Fashionistas』（テイラー・セント・クレアと）[29]

### F.A.M.E
- 2007年 Dirtiest Girl in Porn[30]